# 丸出だめ夫
『丸出だめ夫』（まるでだめお）は、森田拳次による日本の漫画作品。または、この作品に登場する架空の人物で主人公の名前。

## 概要
1964年から1967年まで週刊少年マガジンにて連載され、テレビ化後の1966年から1967年にはぼくらにも連載された。単行本は秋田書店のサンデーコミックスで全3巻、後に講談社のKCマガジンで全12巻刊行されているが、いずれも絶版になっており、後述のアニメ版が平成になって放送されても復刻されることは無かった。そのかわりにたけばやしテツによるコミカライズ版がコミックボンボンで連載され、単行本が1冊刊行されたが、2巻以降は出版されずに終わっている。だが2014年に、eBookJapanから電子書籍版全12巻が発売された。
本作品は実写テレビドラマ化されており、1966年3月7日から1967年2月27日まで日本テレビ系で毎週月曜18:00 - 18:30の時間帯に放送された。モノクロ・全52話。最終回放送の翌週から、同時間帯で1968年2月26日まで再放送された。提供スポンサーは古谷製菓（本放送）→ウテナ（再放送）。
後にテレビアニメ化され、1991年11月2日から1992年9月26日までフジテレビ系で毎週土曜18:30 - 19:00の時間帯に放送された。カラー・全47話。映像ソフト化については、2005年にDVD-BOXが全2巻リリースされたが、VHS版・Blu-ray版はリリースされていない。

## ストーリー
勉強はまるでダメな小学4年生、丸出だめ夫と科学者で父親のはげ照が発明したポンコツロボットのボロットが繰り広げるドタバタコメディ。
ボロットは言葉を話せず、板に自分の気持ちを書いて意思表示をしていたが、連載中に放映されたドラマ版ではその再現が難しいため、普通に話していた。ドラマが人気を博すると、連載漫画のボロットもドラマにあわせて普通に話すようになった。アニメ版は、話と板書きのどちらもできるようになっている。

## 登場人物

### 実写・アニメ共通のキャラクター
丸出 だめ夫（声優：鉄炮塚葉子 / 演：保積ぺぺ）
主人公。名前の通りに勉強も運動もまるでダメだが心優しい少年。
ただし、話によっては人2～3人は入れるサイズの釜型タイムマシンを持ち上げたり、自動販売機を一人で持ち上げてリヤカーで回収するほどの怪力を発揮する。
丸出 はげ照（声優：田の中勇 / 演：十朱久雄）
だめ夫の父。ボロットなどを発明した、ノーベル賞を取れそうで取れない天才科学者。名前のとおり、頭のてっぺんが禿げている。そのせいでやや老けて見えるが、実年齢は30代後半。
ボロット（声優：田中真弓 / 声：辻村真人）
はげ照によって作られたロボット。動力源はガソリン。原作によると名付け親はだめ夫で、名前の由来は『ボロで作ったロボットだから』。意外としっかりものであり、丸出家の家事担当（アニメ版では、だめ夫の教育用として作られたはずなのに、結果として家事担当になってしまった）。

### アニメのみのキャラクター
夢代（声優：滝沢久美子）
だめ夫の母ではげ照の妻。故人。心優しくしっかりした母親。幽霊として遺影から登場し、時折ボロットの相談相手になる。
山田 咲子（声優：松井菜桜子）
第3話「ワンツーパンチで百点めざせ」で新しく赴任してきただめ夫たちのクラスの担任の女教師。美人。
タダノトンマ（声優：折笠愛）
トテモノロリ（声優：鈴木みえ）
ウメコ、モモコ（声優：白鳥由里）
だめ夫のクラスメイトで双子の姉妹。姉妹でクラス委員をしている。容姿はかわいいが性格は悪い。だめ夫を事あるごとにバカにしている。
凄井 金持（声優：松本梨香）
だめ夫のクラスメイト。家が金持ちの子供で、性格はそのステレオタイプ。
ヘンナ・ヘンナー（声優：緒方賢一）
だめ夫の家の隣に住む、日本人が忘れてしまった日本人の心を持つアメリカ人。毎週登場する際に、自称“日本人の心の故郷”にちなんだ格好（コスプレ）で登場する。一応は善人。
ボス（声優：八奈見乗児）
ブラックコブラ団のボス。丸出宅のガレージから発明品を盗み出したが、魔法の水筒（巨大タンカー1隻分の水）で何気なく栓を開けたらアジトを水浸しにさせられ、次に魔法のマッチ（1000本分の炎）でタバコに火をつけようと思ったらアジトを全焼させられる。現在はアパートで生活している。
部下A（声優：亀山助清）
部下B（声優：丸山裕子）

## 実写版 (1966年)
- 本作品のポジフィルムの現存状況について、東映には第1話『ボロット君誕生』の保存が確認されており、第2話『そのウソほんと？』以降については行方不明になっている。東映チャンネルでこの第1話が不定期に放送されることがある。2005年ごろ、第1話がスカパー!で放映された[4]。
- 本作品は『東映TV特撮主題歌大全集vol.1』に、主題歌入りのオープニング映像が収録され、ソフト化されている。全52話分が収録されたDVD、ブルーレイは未発売。
- 2020年1月8日に、ベストフィールドから『往年のテレビ傑作映画 第1話特集』として「アラーの使者」、「アタック拳」と共に保存が確認されている第1話を収録したデジタルリマスター版のDVDが発売された。

### スタッフ
- 企画：泊懋、鎌田哲也（日本テレビ）
- 脚本：長谷川公之 ほか
- 音楽：山下毅雄
- 助監督：折田至 ほか
- 監督：小林恒夫、山田稔、折田至   ほか
- 製作：東映東京制作所、日本テレビ

### 主題歌
- オープニング：『丸出だめ夫』（作詞：長谷川公之 / 作曲：山下毅雄 / 歌：ボーカル・ショップ、上高田少年合唱団）

オープニングのラストは、だめ夫の漫画イラストが描かれた壁紙をいきなり突き破り、黒縁眼鏡を掛けていない実写のだめ夫（保積ペペ）が笑みを浮かべて画面に登場する。そこへアニメ版のだめ夫が画面に現れ「君、だれ〜？」と語りかける。その声に気付いた実写のだめ夫が「丸出だめ夫！」と笑顔で元気に答えると、アニメのだめ夫が「じゃあ君、これが無きゃあ〜！」と声をかけ、実写のだめ夫に黒縁眼鏡を掛けさせてあげている。アニメのだめ夫が去った後に提供クレジットが出され、ボロットが「テーキョー、フルヤセイカ！(古谷製菓）」とスポンサーを読み上げて終了となる。なお提供がウテナに変更された再放送版の詳細は不明。
- DVDも発売した「東映TV特撮主題歌大全集1」には「古谷製菓」がクレジットされたオープニング主題歌が収録されている。

### 視聴率
- 初回視聴率：19.8%
- 最高視聴率：27.0%

### 放映リスト
1. ボロット君誕生 1966年3月7日放送[注釈 4]
2. そのウソほんと? 3月14日放送
3. 野球はだめ夫 3月21日放送
4. ダイヤ泥棒 3月28日放送
5. びり脱出作戦 4月4日放送
6. ボロット君家出の巻 4月11日放送
7. お家騒動の巻 4月18日放送
8. がんばれベンチャーズの巻 4月25日放送
9. われらビリっこの巻 5月2日放送
10. お見合いストップゲリラ作戦の巻 5月9日放送
11. 万事さかさまの巻 5月16日放送
12. ボロットのアルバイトの巻 5月23日放送
13. ボロットの遠足の巻 5月30日放送
14. 少年パトロール隊の巻 6月6日放送
15. テストカーの秘密の巻 6月13日放送
16. 大暴れ0点お化けの巻 6月20日放送
17. 取りそこなった身代金の巻 6月27日放送
18. 世界最大の七夕の巻 7月4日放送
19. ボロット2号誕生の巻 7月11日放送
20. さよならボロット2号の巻 7月18日放送
21. ボロット竜宮へ行くの巻 7月25日放送
22. びっくり宝探しの巻 8月1日放送
23. ハッスル偉人伝の巻 8月8日放送
24. うなぎレーシングの巻 8月15日放送
25. ボロット災難の巻 8月22日放送
26. 恐竜まかり通るの巻 8月29日放送
27. 黒ん坊コンテストの巻 9月5日放送
28. メガトン台風頭上にありの巻 9月12日放送
29. だめ夫 透明人間になるの巻 9月19日放送
30. 酋長になりそこなったけどの巻 9月26日放送
31. ボロットのエン魔大王の巻 10月3日放送
32. 大空高く舞い上がれの巻 10月10日放送
33. 盗まれたテスト用紙の巻 10月17日放送
34. 磁石魔ロボットの巻 10月24日放送
35. イタズラ九官鳥の巻 10月31日放送
36. ボロットの一日消防署長の巻 11月7日放送
37. 日本一ゼッケン0の巻 11月14日放送
38. 柔道まるで三四郎の巻 11月21日放送
39. 柔道0段の巻 11月28日放送
40. くすり騒動の巻 12月5日放送
41. 殺人光線銃完成の巻 12月12日放送
42. カムカム・サンタクロースの巻 12月19日放送
43. ふたりのだめ夫の巻 12月26日放送
44. 一席お伺いいたしますの巻 1967年1月2日放送
45. タイムマシンの巻 1月9日放送
46. だめ夫危機一ぱつの巻 1月16日放送
47. ボロットの自転車競走 1月23日放送
48. 殺人鬼登場の巻 1月30日放送
49. 父ちゃん転任の巻 2月6日放送
50. 毒ガスボロットの巻 2月13日放送
51. スタジオは大騒ぎの巻 2月20日放送
52. ブラボー火星人! 2月27日放送

### 放送局
- 日本テレビ（制作局）：月曜 18:00 - 18:30
- 札幌テレビ：火曜 19:00 - 19:30（1966年3月8日 - 3月29日、第1話 - 第4話） → 土曜 18:00 - 18:30（1966年4月9日 - 12月3日、第5話 - 第39話） → 火曜 18:00 - 18:30（1966年12月13日 - 12月27日、第40話 - 第42話） → 水曜 18:00 - 18:30（1967年1月11日 - 3月15日、第43話 - 第52話）[5]
- 青森放送：金曜 18:00 - 18:30[6]
- 秋田放送：月曜 18:00 - 18:30[7]
- 岩手放送：火曜 18:00 - 18:30[8]
- 山形放送：金曜 18:15 - 18:45[9]
- 東北放送：月曜 18:00 - 18:30[10]
- 福島テレビ：土曜 17:15 - 17:45（第4話まで）→ 月曜 18:15 - 18:45（第5話から）[11]
- 新潟放送：月曜 18:00 - 18:30[12]
- 信越放送：金曜 18:00 - 18:30[13]
- 山梨放送：日曜 17:30 - 18:00[13]
- 静岡放送：土曜 15:30 - 16:00[14]
- 名古屋テレビ：火曜 18:15 - 18:45[15]
- 読売テレビ：月曜 18:00 - 18:30[16]
- テレビ西日本：日曜 17:00 - 17:30[17]
- 南日本放送：日曜 11:00 - 11:30[18]
- 琉球放送：金曜 19:30 - 20:00[19]

### ソノシート
朝日ソノラマのソノシートは、まずテレビ化前の1965年9月に第1集（商品ナンバーM23）を発売、収録されたテーマ曲は「丸出だめ夫の歌」で、テレビで使用された曲とは別曲であり、また収録ドラマ「ありゃこの100点は?」では、だめ夫役は保積ではなく曽我町子、はげ照役は十朱ではなく人見明だった。その後テレビ化に合わせて1966年3月に第2集（同・M40）を発売し、同時に第1集を、テレビ版の曲を追加し、だめ夫役・はげ照役をそれぞれ保積・十朱に変更してリニューアル再発売した（同・M39）。
また1966年には本作の他、『レインボー戦隊ロビン』・『忍者ハットリくん（実写版）』・『バットマン（実写版）』の主題歌を集めた「びっくり大マンガ」（同・M48）を発売した。

## アニメ版 (1991年)

### スタッフ
- 原作：森田拳次
- 製作：布川ゆうじ
- プロデューサー：清水賢治・金田耕司（フジテレビ）、木村京太郎（読売広告社）、萩野賢（スタジオぴえろ）
- 企画：嶋村一夫（読売広告社）
- シリーズ構成：浦沢義雄
- キャラクターデザイン：岸義之
- 美術監督：池田祐二
- 撮影監督：福島敏行
- 音楽：本間勇輔
- 音響監督：水本完
- 総監督：鴫野彰
- 編集：厨川治彦、植松淳一
- 効果：加藤昭二（アニメサウンドプロダクション）
- 制作：フジテレビ、読売広告社、スタジオぴえろ

### 主題歌
オープニングテーマ「三百六十五歩のマーチ」
作詞 - 星野哲郎 / 作曲 - 米山正夫 / 編曲 - 松井忠重 / 歌 - 水前寺清子
エンディングテーマ「子供はつらいよ」
作詞 - 山田孝雄 / 作曲 - 三島大輔 / 編曲 - 松井忠重 / 歌 - 水前寺清子

### 各話リスト
| 話数 | サブタイトル               | 脚本              | 絵コンテ     | 演出         | 作画監督 | 美術          | 放送日         |
| ---- | -------------------------- | ----------------- | ------------ | ------------ | -------- | ------------- | -------------- |
| 1    | ボロットはロボットだボヨ   | 浦沢義雄          | 鴫野彰       | 小柴純弥     | 増谷三郎 | 池田祐二      | 1991年 11月2日 |
| 2    | ボロット売ってボロもうけ!  | 浦沢義雄          | うえだしげる | うえだしげる | 榎本明広 | 池田祐二      | 11月9日        |
| 3    | ワンツーパンチで百点めざせ | 静谷伊佐夫        | 横山広行     | 横山広行     | 川端宏   | 池田祐二      | 11月16日       |
| 4    | ジャマ江はいじわるおばさん | 浦沢義雄          | 高橋資祐     | 新房昭之     | 高橋資祐 | 高橋忍        | 11月23日       |
| 5    | 父ちゃんの仮病はつらいよ!! | 西紀寺史雄        | 小柴純弥     | 小柴純弥     | 増谷三郎 | 高橋忍        | 11月30日       |
| 6    | 金のボロット 鉄のボロット  | 小山高生          | 水野和則     | 水野和則     | 川端宏   | 高橋忍        | 12月7日        |
| 7    | だめ夫がダメ夫でなくなる日 | 浦沢義雄          | 横山広行     | 横山広行     | 増谷三郎 | 高橋忍        | 12月14日       |
| 8    | 父ちゃんはサンタクロース   | 西紀寺史雄        | 榎本明広     | うえだしげる | 榎本明広 | 高橋忍        | 12月21日       |
| 9    | だめ夫もスキーに連れてって | 静谷伊佐夫        | 高橋資祐     | 新房昭之     | 高橋資祐 | 長崎斉 高橋忍 | 12月28日       |
| 10   | お年玉はお釜型タイムマシン | 浦沢義雄          | 小柴純弥     | 小柴純弥     | 川端宏   | 高橋忍        | 1992年 1月4日  |
| 11   | 勝つと思うな思えばだめ夫   | 小山高生          | 鴫野彰       | 水野和則     | 増谷三郎 | 高橋忍        | 1月11日        |
| 12   | フーテンのボロットだボヨ!  | 浦沢義雄          | 横山広行     | 横山広行     | 中山勝一 | 高橋忍        | 1月18日        |
| 13   | ブラックコブラ団あらわる   | 西紀寺史雄        | 榎本明広     | うえだしげる | 榎本明広 | 高橋忍        | 1月25日        |
| 14   | だめ夫は天才サッカー少年   | 橋本裕志          | 水野和則     | 水野和則     | 増谷三郎 | 高橋忍        | 2月1日         |
| 15   | これが真実!? 弱虫金太郎    | 浦沢義雄          | 小柴純弥     | 小柴純弥     | 川端宏   | 高橋忍        | 2月8日         |
| 16   | ヘンナーママはカウボーイ   | 橋本裕志          | 高橋資祐     | 新房昭之     | 高橋資祐 | 高橋忍        | 2月15日        |
| 17   | 転校生はウソつきヌー坊     | 西紀寺史雄        | 横山広行     | 横山広行     | 増谷三郎 | 高橋忍        | 2月22日        |
| 18   | 夕日に消えただめ夫の初恋   | 橋本裕志          | 榎本明広     | うえだしげる | 榎本明広 | 高橋忍        | 2月29日        |
| 19   | ボロットの巨大な御先祖様   | 静谷伊佐夫        | 鴫野彰       | 小柴純弥     | 増谷三郎 | 高橋忍        | 3月7日         |
| 20   | 時をかけるだめ夫の母ちゃん | 浦沢義雄          | 阿部紀之     | 新房昭之     | 川端宏   | 高橋忍        | 3月14日        |
| 21   | だめ夫、涙のアルバイト     | 西紀寺史雄        | 横山広行     | 横山広行     | 増谷三郎 | 長崎斉        | 3月21日        |
| 22   | サブちゃんが恋した婦警さん | 浦沢義雄          | 高橋資祐     | 小柴純弥     | 高橋資祐 | 高橋忍        | 3月28日        |
| 23   | 情けは金持ちのためならず?! | 小山高生          | 榎本明広     | うえだしげる | 榎本明広 | 高橋忍        | 4月11日        |
| 24   | 理科室にガイコツおばけが…  | 橋本裕志          | 水野和則     | 水野和則     | 川端宏   | 高橋忍        | 4月18日        |
| 25   | ウソつきヌー坊と正直UFO    | 浦沢義雄          | 小柴純弥     | 小柴純弥     | 増谷三郎 | 工藤英昭      | 4月25日        |
| 26   | 若き信長の野望             | 橋本裕志          | 横山広行     | 横山広行     | 増谷三郎 | 高橋忍        | 5月2日         |
| 27   | ボス、涙の親孝行?!         | 西紀寺史雄        | 榎本明広     | うえだしげる | 榎本明広 | 高橋忍        | 5月9日         |
| 28   | だめ夫のヒーロー大変身     | 浦沢義雄          | 高橋資祐     | 新房昭之     | 高橋資祐 | 高橋忍        | 5月16日        |
| 29   | ユーレイ母ちゃんは名探偵!  | 大橋志吉          | 鴫野彰       | 水野和則     | 増谷三郎 | 工藤英昭      | 5月23日        |
| 30   | 黄金のカールルイスフット!  | 橋本裕志          | 小柴純弥     | 小柴純弥     | 岸義之   | 高橋忍        | 5月30日        |
| 31   | だめ夫のシンデレラ救出作戦 | 小山高生          | 横山広行     | 横山広行     | 川端宏   | 高橋忍        | 6月6日         |
| 32   | ボロットが反乱する日?      | 浦沢義雄          | 榎本明広     | うえだしげる | 榎本明広 | 高橋忍        | 6月13日        |
| 33   | リモコンボロットだボヨ〜ン | 大橋志吉          | 高橋資祐     | 新房昭之     | 高橋資祐 | 工藤英昭      | 6月20日        |
| 34   | 幸せは歩いてくるよ夢の中   | 橋本裕志          | 鴫野彰       | 小柴純弥     | 増谷三郎 | 高橋忍        | 6月27日        |
| 35   | 本物どっち? ボロットが二人 | 西紀寺史雄        | 横山広行     | 横山広行     | 増谷三郎 | 高橋忍        | 7月4日         |
| 36   | 笑う梅雨前線               | 浦沢義雄          | 榎本明広     | 新房昭之     | 榎本明広 | 工藤英昭      | 7月11日        |
| 37   | 黄門さまのディスカバー東京 | 小山高生          | 鴫野彰       | うえだしげる | 川端宏   | 高橋忍        | 7月18日        |
| 38   | カミナリ様は電気がこわい?! | 大橋志吉          | 小柴純弥     | 小柴純弥     | 増谷三郎 | 高橋忍        | 7月25日        |
| 39   | 忍者だめ夫、ただいま参上!  | 浦沢義雄          | 高橋資祐     | 水野和則     | 高橋資祐 | 高橋忍        | 8月1日         |
| 40   | 恋するタルボサウルス       | 浦沢義雄          | 鴫野彰       | 新房昭之     | 増谷三郎 | 工藤英昭      | 8月8日         |
| 41   | さよならリトルマーメイド   | ごうどかずひこ    | 横山広行     | 横山広行     | 川端宏   | 高橋忍        | 8月15日        |
| 42   | お菊の弟子の幽霊ひまわり   | 大橋志吉          | 榎本明広     | うえだしげる | 榎本明広 | 高橋忍        | 8月22日        |
| 43   | 大さむ小さむ山からきた雪男 | 西紀寺史雄        | 小柴純弥     | 小柴純弥     | 増谷三郎 | 高橋忍        | 8月29日        |
| 44   | 対決ドッジボールの天才兄弟 | 橋本裕志          | 水野和則     | 水野和則     | 川端宏   | 工藤英昭      | 9月5日         |
| 45   | じゃじゃ馬姫さま乗馬の名人 | ごうどかずひこ    | 高橋資祐     | 新房昭之     | 高橋資祐 | 高橋忍        | 9月12日        |
| 46   | 世界征服より愛が好き!?     | 橋本裕志 新井令子 | 横山広行     | 横山広行     | 増谷三郎 | 高橋忍        | 9月19日        |
| 47   | さよなら僕のボロット       | 大橋志吉          | 榎本明広     | うえだしげる | 榎本明広 | 工藤英昭      | 9月26日        |

### 放送局
フジテレビ系列の土曜18時台はローカルセールス枠のため、一部地域では遅れネットもしくは非ネットとなった。
放送日時は1992年5月中旬 - 6月上旬時点、放送系列は放送当時のものとする。
| 放送地域       | 放送局             | 放送日時           | 放送系列                                     | 備考                    |
| -------------- | ------------------ | ------------------ | -------------------------------------------- | ----------------------- |
| 関東広域圏     | フジテレビ         | 土曜 18:30 - 19:00 | フジテレビ系列                               | 制作局                  |
| 北海道         | 北海道文化放送     | 土曜 18:30 - 19:00 | フジテレビ系列                               |                         |
| 岩手県         | 岩手めんこいテレビ | 土曜 18:30 - 19:00 | フジテレビ系列                               |                         |
| 宮城県         | 仙台放送           | 土曜 18:30 - 19:00 | フジテレビ系列                               |                         |
| 新潟県         | 新潟総合テレビ     | 土曜 18:30 - 19:00 | フジテレビ系列                               | 現・NST新潟総合テレビ。 |
| 長野県         | 長野放送           | 土曜 18:30 - 19:00 | フジテレビ系列                               |                         |
| 静岡県         | テレビ静岡         | 土曜 18:30 - 19:00 | フジテレビ系列                               |                         |
| 福井県         | 福井テレビ         | 土曜 18:30 - 19:00 | フジテレビ系列                               |                         |
| 中京広域圏     | 東海テレビ         | 土曜 18:30 - 19:00 | フジテレビ系列                               |                         |
| 近畿広域圏     | 関西テレビ         | 土曜 18:30 - 19:00 | フジテレビ系列                               |                         |
| 岡山県・香川県 | 岡山放送           | 土曜 18:30 - 19:00 | フジテレビ系列                               |                         |
| 広島県         | テレビ新広島       | 土曜 18:30 - 19:00 | フジテレビ系列                               |                         |
| 福岡県         | テレビ西日本       | 土曜 18:30 - 19:00 | フジテレビ系列                               |                         |
| 長崎県         | テレビ長崎         | 土曜 18:30 - 19:00 | フジテレビ系列                               |                         |
| 秋田県         | 秋田テレビ         | 金曜 17:00 - 17:30 | フジテレビ系列                               |                         |
| 山形県         | 山形テレビ         | 金曜 16:30 - 17:00 | フジテレビ系列                               |                         |
| 福島県         | 福島テレビ         | 土曜 17:00 - 17:30 | フジテレビ系列                               |                         |
| 山梨県         | 山梨放送           | 月曜 16:30 - 17:00 | 日本テレビ系列                               |                         |
| 富山県         | 富山テレビ         | 土曜 17:30 - 18:00 | フジテレビ系列                               |                         |
| 石川県         | 石川テレビ         | 月曜 16:00 - 16:30 | フジテレビ系列                               |                         |
| 島根県・鳥取県 | 山陰中央テレビ     | 金曜 16:00 - 16:30 | フジテレビ系列                               |                         |
| 山口県         | テレビ山口         | 火曜 17:00 - 17:30 | TBS系列                                      |                         |
| 徳島県         | 四国放送           | 月曜 17:30 - 18:00 | 日本テレビ系列                               |                         |
| 愛媛県         | 愛媛放送           | 火曜 17:25 - 17:55 | フジテレビ系列                               | 現・テレビ愛媛。        |
| 熊本県         | テレビ熊本         | 木曜 16:30 - 17:00 | フジテレビ系列                               | 1992年10月8日まで放送   |
| 大分県         | テレビ大分         | 水曜 16:00 - 16:30 | 日本テレビ系列 フジテレビ系列 テレビ朝日系列 |                         |
| 宮崎県         | テレビ宮崎         | 水曜 16:30 - 17:00 | 日本テレビ系列 フジテレビ系列 テレビ朝日系列 |                         |
| 鹿児島県       | 鹿児島テレビ       | 火曜 16:30 - 17:00 | 日本テレビ系列 フジテレビ系列                |                         |